# Pseudosensorium
Pseudosensorium – gruczoł zapachowy mszyc.
Pseudosensoria zlokalizowane są na goleniach tylnej pary odnóży. Z wyglądu przypominają, występujące na czułkach, rynaria. Pseudosensoria obecne są u samic amfigonicznych, a wyjątkowo także u dzieworódek.